# Бакуны (Линовский сельсовет)
Бакуны (бел. Бакуны) — деревня в Пружанском районе Брестской области Беларуси. Входит в состав Линовского сельсовета. Население — 114 человек (2019).

## География
Бакуны находятся в 8 км к юго-востоку от центра сельсовета, агрогородка Линово и в 15 км к юго-востоку от Пружан. Деревня стоит близ границы с Берёзовским районом. Бакуны находятся на водоразделе бассейнов Вислы и Днепра, к югу и юго-западу расположена сеть мелиоративных каналов со стоком в реку Мухавец, а восточнее проходит канал Винец со стоком в Ясельду. Через деревню проходит местная дорога Оранчицы — Воротно — Бакуны — Ткачи. В деревни Ткачи (4 км к северу от Бакунов) есть платформа на ж/д магистрали Минск — Брест.

## Достопримечательности
- Руины часовни-усыпальницы XIX века

- Деревянная Покровская церковь 1834 года постройки не сохранилась

- Братская могила —  Историко-культурная ценность Республики Беларусь, шифр 113Д000597

#### Памятник, скульптура
- Памятник землякам, погибшим в войну. В 1973 году установлена скульптура «Партизан и девушка»[3].

#### Утраченное наследие
- Церковь Покрова Богородицы
- Фольварк